# Tangula
Tangula (kitajsko 唐古拉山, p Tánggǔlāshān, or 唐古拉山脉, p Tánggǔlāshānmài), gorovje Tangla, Tanglha ali Dangla (tibetansko གདང་ལ་།, w Gdang La, z Dang La) je gorovje v osrednjem del Tibetanske planote Činghaj-Tibet. Administrativno je območje v prefekturi Nagču v Avtonomni pokrajini Tibet, pri čemer se osrednji del razteza v bližnje mesto Tangula, vzhodni del pa vstopa v tibetansko avtonomno prefekturo Jušu v provinci Činghaj.
Tangula je izvir rek Ulan Moron in Dangču, geografskih izvirov reke Jangce. Območje tako deluje kot ločnica med porečjem Jangceja na severu in endoreičnimi porečji severovzhodnega Tibeta na jugu.

## Pregled
Nadmorska višina glavnega grebena je v povprečju več kot 5000 m. V tem gorovju izvira reka Jangce; Geladandong, visok 6621 metrov, ki je nad mestom Tangula, je najvišji vrh v območju.
Cesta Činghaj-Tibet in Železniška proga Činghaj–Tibet prečkata gorovje Tangula na gorskem prelazu Tangula. To je najvišja točka železnice Činghaj–Tibet in najvišja točka katere koli železnice na svetu, na 5072 metrih nadmorske višine. Zaradi snega in občasnih prometnih nesreč zapore cest in s tem povezani prometni zastoji niso redkost.
Gore ležijo znotraj ekoregije alpskega grmovja in travnikov Tibetanske planote.
Da bi zaščitili ekologijo in zagotovili preživetje prebivalcev, so gore Tangula del čezmejne razvojne regije Hindukuš-Himalaja.